# Međuopćinska nogometna liga Varaždin 1981./82.
Međuopćinska nogometna liga Varaždin za sezonu 1981./82. je bila liga 6. stupnja nogometnog prvenstva Jugoslavije. 
 Sudjelovalo je 14 klubova, a prvak je bila "Dubravka" iz Turčina.  

## Ljestvica
| mj. | klub                      | ut. | pob. | ner. | por. | gol+ | gol- | bod |
| --- | ------------------------- | --- | ---- | ---- | ---- | ---- | ---- | --- |
| 1.  | Dubravka Turčin           | 26  | 17   | 5    | 4    | 57   | 31   | 39  |
| 2.  | Bednja Beletinec          | 26  | 15   | 6    | 5    | 59   | 36   | 36  |
| 3.  | Plitvica Selnik           | 26  | 16   | 3    | 7    | 68   | 54   | 35  |
| 4.  | Marof (Novi Marof)        | 26  | 12   | 7    | 7    | 54   | 38   | 31  |
| 5.  | Ivančica Ivanec           | 26  | 12   | 7    | 7    | 50   | 39   | 31  |
| 6.  | Mladost Sigetec Ludbreški | 26  | 13   | 2    | 11   | 53   | 39   | 28  |
| 7.  | Mladost Varaždin          | 26  | 10   | 6    | 10   | 62   | 53   | 26  |
| 8.  | Dinamo Vrbanovec          | 26  | 12   | 2    | 12   | 53   | 48   | 26  |
| 9.  | Budućnost Vidovec         | 26  | 12   | 1    | 13   | 53   | 55   | 25  |
| 10. | Plitvica Črnec Biškupečki | 26  | 9    | 5    | 12   | 54   | 49   | 23  |
| 11. | Orač Petrijnec            | 26  | 9    | 4    | 13   | 35   | 50   | 22  |
| 12. | Radnički Cerje            | 26  | 6    | 7    | 13   | 51   | 64   | 19  |
| 13. | Podravac Svibovec         | 26  | 6    | 4    | 16   | 31   | 51   | 16  |
| 14. | Sloga Slokovec            | 26  | 3    | 1    | 21   | 35   | 94   | 7   |

## Rezultatska križaljka
| kratica | klub                      | BED | BUD | DIN | DUB | IVA | MAR | MLAS | MLAV | ORAČ | PLIČ | PLIS | POD | RAD | SLO |
| --- | ------------------------- | --- | --- | --- | --- | --- | --- | ---- | ---- | ---- | ---- | ---- | --- | --- | --- |
| BED | Bednja Beletinec          |     |     |     |     |     |     |      |      |      |      |      |     |     |     |
| BUD | Budućnost Vidovec         |     |     |     |     |     |     |      |      |      |      |      |     |     |     |
| DIN | Dinamo Vrbanovec          |     |     |     |     |     |     |      |      |      |      |      |     |     |     |
| DUB | Dubravka Turčin           |     |     |     |     |     |     |      |      |      |      |      |     |     |     |
| IVA | Ivančica Ivanec           |     |     |     |     |     |     |      |      |      |      |      |     |     |     |
| MAR | Marof (Novi Marof)        |     |     |     |     |     |     |      |      |      |      |      |     |     |     |
| MLAS | Mladost Sigetec Ludbreški |     |     |     |     |     |     |      |      |      |      |      |     |     |     |
| MLAV | Mladost Varaždin          |     |     |     |     |     |     |      |      |      |      |      |     |     |     |
| ORAČ | Orač Petrijnec            |     |     |     |     |     |     |      |      |      |      |      |     |     |     |
| PLIČ | Plitvica Črnec Biškupečki |     |     |     |     |     |     |      |      |      |      |      |     |     |     |
| PLIS | Plitvica Selnik           |     |     |     |     |     |     |      |      |      |      |      |     |     |     |
| POD | Podravac Svibovec         |     |     |     |     |     |     |      |      |      |      |      |     |     |     |
| RAD | Radnički Cerje            |     |     |     |     |     |     |      |      |      |      |      |     |     |     |
| SLO | Sloga Slokovec            |     |     |     |     |     |     |      |      |      |      |      |     |     |     |
| |                           |     |     |     |     |     |     |      |      |      |      |      |     |     |     |
| podebljan rezultat - utakmice od 1. do 13. kola (1. utakmica između klubova) rezultat normalne debljine - utakmice od 14. do 26. kola (2. utakmica između klubova) rezultat nakošen - nije vidljiv redoslijed odigravanja međusobnih utakmica iz dostupnih izvora rezultat smanjen * - iz dostupnih izvora nije uočljiv domaćin susreta prekrižen rezultat - poništena ili brisana utakmica p - utakmica prekinuta 3:0 p.f. / 0:3 p.f. - rezultat 3:0 bez borbe |                           |     |     |     |     |     |     |      |      |      |      |      |     |     |     |

 Izvori: 

## Unutarnje poveznice
- Zonska liga Varaždin – Čakovec 1981./82.
- Općinska A liga Ludbreg 1981./82.